# شون إسترادا
شون إسترادا (بالإنجليزية: Shawn Estrada)‏ مواليد 1 أبريل 1985، هو ملاكم محترف أمريكي يصنف ضمن فئة الوزن المتوسط. شارك في دورة الألعاب الأولمبية الصيفية سنة 2008.

## إحصائيات
خاض خلال مسيرته 13 نزالا، فاز في 13 ولم يتعادل ولم يخسر. فاز بالضربة القاضية في 12 نزالا.

## وصلات خارجية
- شون إسترادا على موقع بوكس ريك (الإنجليزية) (registration required)
- شون إسترادا على موقع أوليمبيديا (الإنجليزية)
- الموقع الرسمي